# Miss Zimbabwe
Miss Zimbabwe est un concours de beauté féminine, destiné aux jeunes femmes habitantes et de nationalité zimbabwéenne.
La sélection permet de représenter le pays au concours de Miss Univers.

## Les Miss

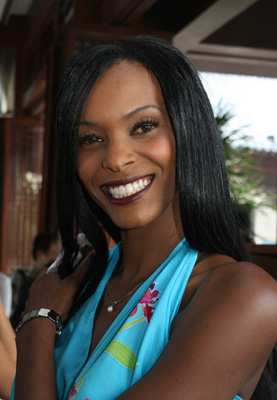
Miss Zimbabwe 2007, Caroline Marufu.

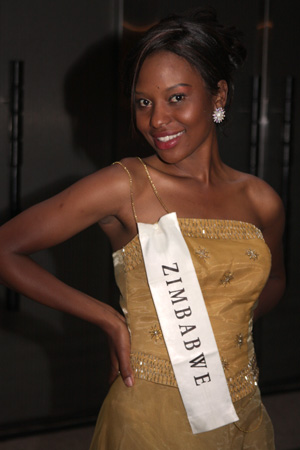
Miss Zimbabwe 2008, Cynthia Muvirimi.

| Année | Miss Univers        | Miss Monde           | Miss Terre |
| ----- | ------------------- | -------------------- | ---------- |
| 1980  | Shirley Nyanyiwa    |                      |            |
| 1981  | Juliet Nyathi       |                      |            |
| 1982  | Caroline Murinda    |                      |            |
| 1993  | Karen Amanda Stally |                      |            |
| 1994  | Angeline Musasiwa   |                      |            |
| 1995  | Dionne Best         |                      |            |
| 1996  | Nomsa Ndiweni       |                      |            |
| 1997  | Una Patel           |                      |            |
| 1998  | Annette Kambarami   |                      |            |
| 1999  | Brita Maseluthini   |                      |            |
| 2000  | Victoria Moyo       |                      |            |
| 2001  | Nokhuthula Mpuli    | Tsungai Muskwakwenda |            |
| 2002  | Linda van Beek      |                      |            |
| 2003  | Phoebe Monjane      |                      |            |
| 2004  | Oslie Muringai      |                      |            |
| 2005  |                     |                      |            |
| 2006  | Lorraine Maphala    |                      |            |
| 2007  | Caroline Marufu     |                      | Nyome Omar |
| 2008  | Cynthia Muvirimi    |                      |            |
| 2009  | Vanessa Sibanda     |                      |            |
| 2010  | Samantha Tshuma     |                      |            |
| 2011  | Malaika Mushandu    |                      |            |
| 2012  | Bongani Dlakama     |                      |            |
| 2013  | Thabiso Phiri       |                      |            |
| 2014  | Cathrine Makaya     |                      |            |
| 2015  | Annie-Grace Mutambu |                      |            |
| 2017  | Chiedza Mhosva      |                      |            |
| 2018  | Belinda Potts       |                      |            |
| 2023  | Brooke Bruk-Jackson |                      |            |

## Controverse
En 2023, l’élection de Brooke Bruk-Jackson comme Miss Zimbabwe a provoqué de nombreuses polémiques. En effet, la lauréate est issue de la minorité blanche du pays, descendante de colons. Cela a choqué de nombreux internautes dans le pays,,